# Хусаінов Денис Ях'євич
Денис Ях'євич Хусаінов (нар. 21 січня 1946, Таганрог) — український вчений у галузі системного аналізу і теорії оптимальних рішень. Доктор фізико-математичних наук (2005), професор Київського національного університету імені Тараса Шевченка (1993).

## Життєпис
1969 закінчив механіко-математичний факультет Київського національного університету імені Тараса Шевченка. У 1974 — аспіранту кафедри моделювання складних систем Київського національного університету імені Тараса Шевченка, факультет кібернетики.
З 1971 року працює в Київському національному університеті, асистент, старший викладач, доцент, з 1993 — професор кафедри моделювання складних систем.
Кандидатська дисертація «Про стійкість рухів та траєкторій динамічних систем при постійно діючих збуреннях» (1975).
1991 — доктор фізико-математичних наук, за темою «Побудова та оптимізація характеристик стійкості динамічних систем».

## Наукові інтереси
- проблеми стійкості, керованості та оптимізації динамічних систем, що описуються диференціальними рівняннями, різницевими рівняннями та функціонально-диференціальними рівняннями
- розробка методів модального керування в різницевих та диференціально-різницевих системах з запізнюванням та нейтрального типів

## Науковий доробок
Автор 3 монографій, 3 навчальних посібників, 200 наукових робіт.